# Kattowitzer Ballspiel-Verband
Der Kattowitzer Ballspiel-Verband (KBV) auch als die Kattowitzer Ballspielvereinigung bekannt war ein lokaler Fußballverband in der oberschlesischen Stadt Kattowitz.

## Geschichte
Der KBV wurde im Januar 1906 (der Gründungstag wurde nicht überliefert) durch die drei Vereine FC Preußen 1905 Kattowitz, SC Diana Kattowitz und SC Germania Kattowitz gegründet. 
Diese drei Clubs nahmen auch an der Meisterschaft des KBV teil. Am 18. März 1906 wurden das erste Punktspiel zwischen Diana und Germania auf dem städtischen Sportplatz vor rund 200 Zuschauern ausgetragen. Da bis Anfang August nur drei Resultate gemeldet wurden, fand vermutlich nur eine Einfachrunde statt. Meister wurde der FC Preußen.
Aus diesem Kattowitzer Ballspielverband entstand der Oberschlesische Sportverband, der dann durch Verhandlungen mit dem Breslauer Sportverband zur Aufnahme in den Bezirk Oberschlesien des Südostdeutschen Fußball-Verband (SOFV) führte.
Ende August oder Anfang September trat auch der Kattowitzer Ballspiel-Verband mit seinen drei Vereinen dem SOFV bei und bildete mit dem im Juni beigetretenen FC 1903 Ratibor den Bezirk Oberschlesien. Der Bezirk selbst wurde als solcher aber erst im Januar 1907 durch den SOFV anerkannt.

## Meister des Kattowitzer Ballspiel-Verbandes
- Saison 1906:
  - 1. Klasse: FC Preußen 1905 Kattowitz